# Сафоново (Шар'їнський район)
Сафоново (рос. Сафоново) — присілок в Шар'їнському районі Костромської області Російської Федерації.
Населення становить 82 особи. Входить до складу муніципального утворення Шангське сільське поселення.

## Історія
Від 2007 року входить до складу муніципального утворення Шангське сільське поселення.

## Населення
| 2008 | 2010 | 2014 |
| ---- | ---- | ---- |
| 126  | ↘78  | ↗82  |